# Leichtathletik-Länderkampf der Frauen 1953 Niederlande – BR Deutschland
| 7. Leichtathletik-Länderkampf mit bundesdeutscher Beteiligung 1953 | 7. Leichtathletik-Länderkampf mit bundesdeutscher Beteiligung 1953 |               |
| ------------------------------------------------------------------ | ------------------------------------------------------------------ | ------------- |
|                                                                    |                                                                    |               |
| Ländervergleich der Frauen: Niederlande – BR Deutschland           |                                                                    |               |
| Austragungsort                                                     | Treebeek                                                           |               |
| Wettbewerbe                                                        | 9                                                                  |               |
| Datum                                                              | 9. August 1953                                                     |               |
| 1. FRG 2. NLD                                                      | 49 Punkte 46 Punkte                                                |               |
| Chronik                                                            |                                                                    |               |
| ← NLD-FRG (M)                                                      | SUI-FRG (M) →                                                      | SUI-FRG (M) → |

Im siebten Vergleich des Länderkampfjahres 1953 trafen die bundesdeutschen Frauen in auf die Niederlande. Am 9. August schlossen sie sich in Treebeek der ebenfalls dort stattfindenden Begegnung der Männer mit demselben Gegner an. Für die Frauen war es der fünfte Wettkampf gegen die Niederländerinnen. Die vorangegangenen vier Begegnungen hatte Deutschland alle für sich entschieden.

## Wettbewerbe und Modus
Die Begegnung wurde wie üblich mit jeweils zwei Athletinnen je Team und Disziplin durchgeführt. Auf dem Programm standen die gesamten neun damaligen olympischen Frauendisziplinen. In den Einzelwettbewerben wurde die Standardwertung angewendet, in der Staffel gab es fünf zu zwei Punkte.

## Ergebnis
Die Niederländerinnen sicherten sich alle Laufdisziplinen einschließlich der Staffel, allerdings konnten sie dort im Gegensatz zum Hochsprung, der ebenfalls an die Niederlande ging, keinen Doppelsieg erzielen. Die bundesdeutschen Leichtathletinnen entschieden außer dem Hochsprung die verbleibenden technischen Disziplinen für sich und errangen dabei außer im Weitsprung überall Doppelerfolge. Das reichte in der abschließenden Gesamtwertung für die Bundesrepublik Deutschland zu einem hauchdünnen Sieg mit 49 zu 46 Punkten.

## Resultate

### 100 m
| Platz | Athletin         | Land | Zeit (s) |
| ----- | ---------------- | ---- | -------- |
| 1     | Bertha Brouwer   | NED  | 12,0     |
| 2     | Maria Sander     | FRG  | 12,1     |
| 3     | Ingrid Kühn      | FRG  | 12,2     |
| 4     | Grietje de Jongh | NED  | 12,2     |

### 200 m
| Platz | Athletin         | Land | Zeit (s) |
| ----- | ---------------- | ---- | -------- |
| 1     | Bertha Brouwer   | NED  | 24,8     |
| 2     | Maria Arenz      | FRG  | 24,9     |
| 3     | Grietje de Jongh | NED  | 25,2     |
| 4     | Irmgard Egert    | FRG  | 25,6     |

### 80 m Hürden
| Platz | Athletin            | Land | Zeit (s) |
| ----- | ------------------- | ---- | -------- |
| 1     | Fanny Blankers-Koen | NED  | 11,4     |
| 2     | Maria Sander        | FRG  | 11,4     |
| 3     | Willie Lust         | NED  | 11,6     |
| 4     | Inge Schierloh      | FRG  | 11,8     |

### 4 × 100 m Staffel
| Platz | Besetzung      | Land                                                               | Zeit (s) |
| ----- | -------------- | ------------------------------------------------------------------ | -------- |
| 1     | Niederlande    | Fanny Blankers-Koen Dicky van Dijk Grietje de Jongh Bertha Brouwer | 47,6     |
| 2     | BR Deutschland | Ingrid Kühn Maria Arenz Irmgard Egert Marianne Hagedorn            | 48,3     |

### Hochsprung
| Platz | Athletin         | Land | Höhe (m) |
| ----- | ---------------- | ---- | -------- |
| 1     | Denie Hilbrandie | NED  | 1,60     |
| 2     | Denie Hobers     | NED  | 1,53     |
| 3     | Renate Krämer    | FRG  | 1,53     |
| 4     | Toni Butz        | FRG  | 1,50     |

### Weitsprung
| Platz | Athletin            | Land | Weite (m) |
| ----- | ------------------- | ---- | --------- |
| 1     | Erika Fisch         | FRG  | 5,75      |
| 2     | Willie Lust         | NED  | 5,62      |
| 3     | Maria Sander        | FRG  | 5,45      |
| 4     | Loes van der Meyden | NED  | 5,21      |

### Kugelstoßen
| Platz | Athletin               | Land | Weite (m) |
| ----- | ---------------------- | ---- | --------- |
| 1     | Marlene Biedermann     | FRG  | 13,25     |
| 2     | Gerda Hagen            | FRG  | 13,08     |
| 3     | Ans Panhorst           | NED  | 12,81     |
| 4     | Jo van Schouven-Cramer | NED  | 11,40     |

### Diskuswurf
| Platz | Athletin      | Land | Weite (m) |
| ----- | ------------- | ---- | --------- |
| 1     | Karen Sonneck | FRG  | 44,21     |
| 2     | Gerda Hagen   | FRG  | 43,50     |
| 3     | Ans Panhorst  | NED  | 39,81     |
| 4     | Cor Aafjes    | NED  | 39,17     |

### Speerwurf
| Platz | Athletin         | Land | Weite (m) |
| ----- | ---------------- | ---- | --------- |
| 1     | Jutta Krüger     | FRG  | 43,05     |
| 2     | Marlis Müller    | FRG  | 42,50     |
| 3     | Johanna Koning   | NED  | 35,94     |
| 4     | Foby Snel-Müller | NED  | 34,77     |